# Brigham (Cumbria)
Koordinaten: 54° 40′ N, 3° 25′ W

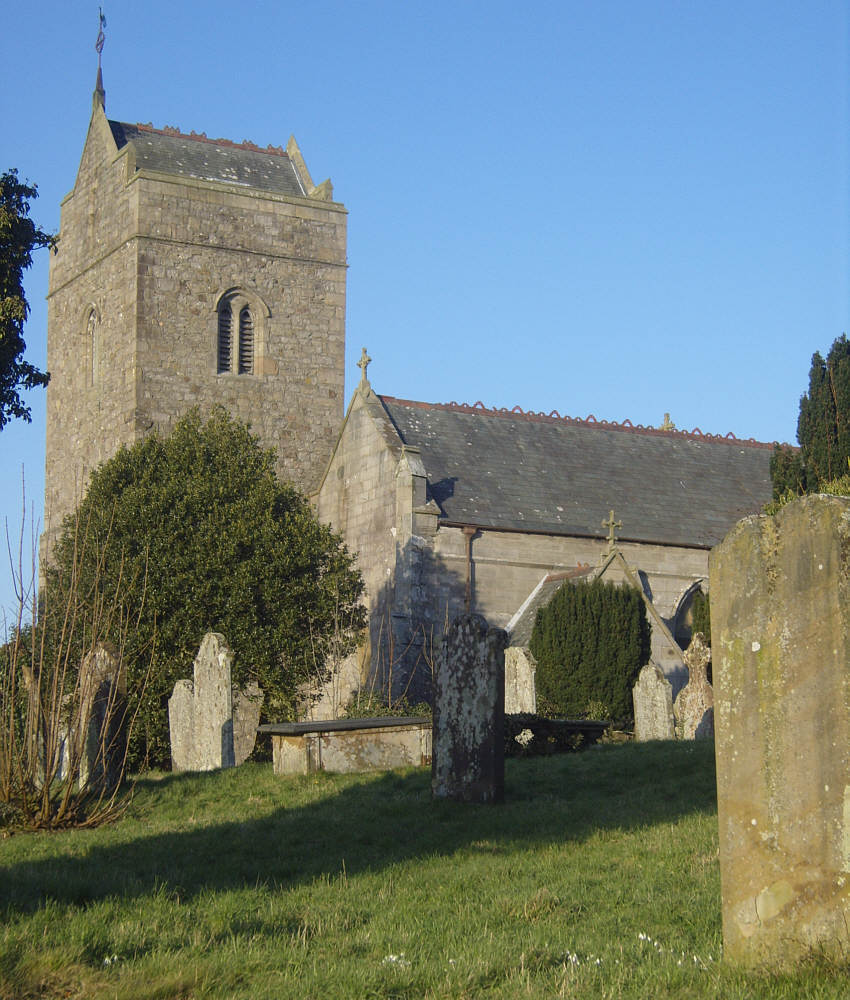
St. Bridget’s in Brigham

Brigham ist ein Ort mit 1065 Einwohnern (2001) im Lake District in Cumbria im Nordwesten Englands. Die Kirche des Ortes St. Bridget’s geht auf die Zeit der Normannen zurück. St. Bridget’s war auch die Pfarrkirche des Ortes Eaglesfield, dem Heimatort des von der Meuterei auf der Bounty bekannten Fletcher Christian. Die Familie Christians ist auf dem Friedhof der Kirche begraben. Der Ort hatte von 1847 bis 1966 einen Bahnhof.

## Persönlichkeiten
- Neville Postlethwaite (1933–2009), Erziehungswissenschaftler und Hochschullehrer